# Catalina Hernández
Catalina Hernández, también llamada Catalina Fernández o Herrándes, (Jerez de la Frontera, c. 1490- ?) fue una cirujana, precursora de la cirugía, urología y ginecología modernas, activa en Jerez durante la primera mitad del siglo XVI. En 1548 consiguió la primera licencia que se ha podido documentar en España para "curar los males y enfermedades encubiertas de honbres e mugeres de sus naturas", es decir, para ejercer como cirujana, interviniendo en los genitales de sus pacientes. Frente a Eleno de Céspedes (nacida en 1545) que generalmente se ha considerado como la primera cirujana española, la documentación localizada en el Archivo Municipal de Jerez de la Frontera demuestra que Catalina Hernández ya ejercía este oficio en 1518 y que logró una licencia mucho antes que Céspedes.

## Reseña biográfica
Son pocos los datos precisos sobre la vida de Catalina Hernández, salvo que probablemente naciera en Jerez hacia 1490. Casó con el vizcaíno Juan Ortiz de Marquina y el matrimonio logró hacerse con casas y viñas y otros bienes, por lo que parece que no necesitó dedicarse a su oficio para subsistir, ya que tenía un respaldo económico. En 1548, tras diversas acusaciones que incluso la habían llevado a ser multada, y estando su oficio en situación irregular, consiguió que el corregidor de la ciudad, Francisco de Villalta, abriera un expediente con la presencia de siete testigos. 
Gracias al expediente sabemos que Catalina Hernández curaba un amplio espectro de enfermedades, que van desde las venéreas, tales como llagas, hinchazón, tumores, e infección en los genitales, a otras un tanto dispares, pues se cita que ha sanado a gente enferma de almorranas, micción dolorosa (estangurria), traumatismos, ardores propios del embarazo, dolores articulares causados por las bajas temperaturas, escrófulas o erupciones cutáneas del tipo del usagre. Uno de los testimonios más valiosos es el de Hernán García, que señaló que los cuidados que Catalina Hernández proporcionaba incluían no solo curas, sino que también intervenía extirpando o recomponiendo y aplicaba medicamentos. Con este testimonio, Catalina lograba que se la desmarcara de las prácticas invasivas de curanderos, barberos e incluso cirujanos que le había dado muchos "botones de fuego" al paciente, pues declaraba que las "mediçinas que la dicha Catalina Herrandes puso a este testigo [...] le daban muy poca pena" (entiéndase que no le costaba trabajo tomarlas).
En definitiva, el proceso se resolvió favorablemente y se le concedió la licencia para ejercer su oficio el 8 de octubre de 1548, y el corregidor de la ciudad "vista la dicha informaçion, dixo que daba e dio licencia e facultad a la dicha Catalina Herrandes para que pueda curar e cure sin pena ninguna de las enfermedades contenidas en su pedimiento y en la dicha información". Aunque generalmente se ha considerado a la controvertida Elena de Céspedes, nacida en 1545, como la primera cirujana española, puede ahora afirmarse que ya hacia el año 1518 Catalina Hernández ejercía este oficio en Jerez, y que en 1548 contaba con la que parece ser, a todas luces, la primera licencia para ejercer esta profesión en España otorgada a una mujer.